# Micralictoides linsleyi
Micralictoides linsleyi är en biart som beskrevs av Richard Mitchell Bohart och Griswold 1987. Micralictoides linsleyi ingår i släktet Micralictoides och familjen vägbin. Inga underarter finns listade i Catalogue of Life.